# دیوید استانارد
دیوید استانارد (انگلیسی: David Stannard؛ زادهٔ ۱۱ ژوئن ۱۹۴۱) مورخ، استاد دانشگاه، و نویسنده اهل ایالات متحده آمریکا است.  استاد مطالعات آمریکایی در دانشگاه هاوایی است. او به‌ویژه برای کتاب «هولوکاست آمریکایی» شهرت دارد، که در آن استدلال می‌کند که استعمار اروپا در قاره آمریکا پس از ورود کریستف کلمب منجر به برخی از بزرگترین سلسله‌های نسل‌کشی در تاریخ شد. 
وی همچنین برندهٔ جوایزی همچون کمک‌هزینه گوگنهایم شده‌است.